# Nicholas Gordon-Lennox
Nicholas Gordon-Lennox (31 de enero de 1931 - 11 de octubre de 2004) fue un funcionario y diplomático británico, embajador del Reino Unido en España de 1984 a 1989.

## Biografía
Hijo menor del 9.º duque de Richmond, se educó en el Eton College y en el Worcester College de Oxford. Gordon-Lennox comenzó a trabajar en el Foreign Office en 1956. En 1957 actuó como secretario privado del embajador británico en Estados Unidos, por cuyos servicios recibió la Real Orden Victoriana. En 1961 fue enviado como diplomático a Santiago de Chile y en 1966 a Madrid como coordinador de actividades de la misión diplomática británica. Después de un breve despacho en Cabinet Office entre 1971 y 1973, se convirtió en Jefe del Departamento de Noticias en la Oficina de Relaciones Exteriores y de la Commonwealth y luego en Jefe del Departamento Norteamericano en 1974, antes de convertirse en Consejero en París en 1975. En 1978 fue galardonado con la Orden de San Miguel y San Jorge.
Ocupó el cargo de embajador del Reino Unido en España entre 1984 y 1989, por cuya labor recibió la Orden de Isabel la Católica. En 1986 organizó la primera visita de Estado del rey Juan Carlos I y la reina Sofía al Reino Unido, que fue correspondida, al año siguiente, con la visita oficial de la reina Isabel II a España. De regreso a Londres, formó parte de la junta de gobernadores de la BBC.
Falleció el 11 de octubre de 2004 a los 73 años de edad.